# 萊科省
萊科省（義大利語：Provincia di Lecco）是意大利伦巴第大区的一個省。面積805.61平方公里，2017年人口337,211人。首府萊科。下分87市鎮。
该省最高点为海拔2609米的莱格农山。